# オーガニック オーガスム
「オーガニック オーガスム」は、日本の歌手である沢田研二の71枚目のシングルである。2004年2月25日にJULIE LABELより発売された。

## 解説
- アルバム『CROQUEMADAME & HOTCAKES』との同時発売シングル。
- カップリング曲「届かない花々」は、老人介護サービス企業サニーライフ[注釈 1]のCMソングとなり、テレビ、ラジオでオンエアーされた。

## 収録曲
1. オーガニック オーガスム
  - 作詞：覚和歌子／作曲・編曲：白井良明
2. 届かない花々
  - 作詞：沢田研二／作曲：上久保純／編曲：白井良明